# Ravjaaguyn Dorjpalam
Ravjaaguyn Dorjpalam ou Ravjagiin Dorjpalam est un réalisateur mongol né le 15 avril 1931 dans la région de Selengue et mort en 1990.

## Biographie
Il a effectué ses études de cinéma à l'Institut cinématographique de Moscou.

## Filmographie
- 1956 : Bidend you saad bolj baina ve ?
- 1958 : Gurvan naiz
- 1960 : Salkhinii amt
- 1960 : Moritoi ch boloosoi
- 1961 : Altan ergee
- 1963 : Ene khuukhnuud uu
- 1965 : Setggeliin duudlagaar
- 1966 : Nemreg khadnii tsuurai
- 1968 : Ender eej
- 1970 : La Claire Tamir (ou Le Tamir limpide : Tungalag tamir) [réf. nécessaire]
- 1975 : Altan soembiin duulal
- 1976 : Shine khotin gerel
- 1979 : Sky Became Clear
- 1980 : Goviin zereglee
- 1981 : Tsemtsliin och
- 1983 : Saruul taliin ereel
- 1984 : Yalaltiin duu
- 1985 : Mengen buil
- 1986 : Kharuul zangi
- 1989 : Khetsuu daalgava